# 3 Juno
Juno (asteroide 3) foi descoberto a 1 de Setembro de 1804 pelo astrónomo alemão Karl Harding em Lilienthal. Localizado na cintura principal, foi o terceiro asteroide a ser descoberto, levando o número de ordem 3. Tem o nome da figura mitológica Juno, a deusa romana suprema, mulher de Júpiter.
Juno, líder da família de asteroides Juno, é um dos maiores asteroides da cintura principal, medindo cerca de 234 km em diâmetro. É um asteroide tipo S, significando que é altamente refletivo e composto de uma mistura de níquel e ferro com silicatos de ferro e magnésio.

## História

### Descoberta
Juno foi descoberto no dia 1 de setembro de 1804, pelo astrônomo Karl Ludwig Harding. Foi o terceiro asteroide descoberto, mas inicialmente foi considerado um planeta; foi reclassificado como asteroide e planeta menor durante a década de 1850.

### Nome
Juno recebe o nome da deusa romana Juno. 
'Juno' é o nome internacional para o asteroide, sujeito a variação local: Giunone (Itália), Junon (França), Yunona (Rússia), etc. Seu símbolo planetário é ③. Um símbolo antigo, ainda visto, é ⚵ ().

## Características
Juno é um dos maiores asteroides, pois contém aproximadamente 1% da massa de todo o cinturão de asteroides. É o 11º maior asteroide, e também o segundo asteroide tipo S mais massivo, após 15 Eunomia.. Mesmo assim, Juno tem apenas 3% da massa de  Ceres.
O período orbital de Juno é de 4.36578 anos.